# NGC 267
NGC 267 è un ammasso aperto situato nella costellazione del Tucano.

## Descrizione

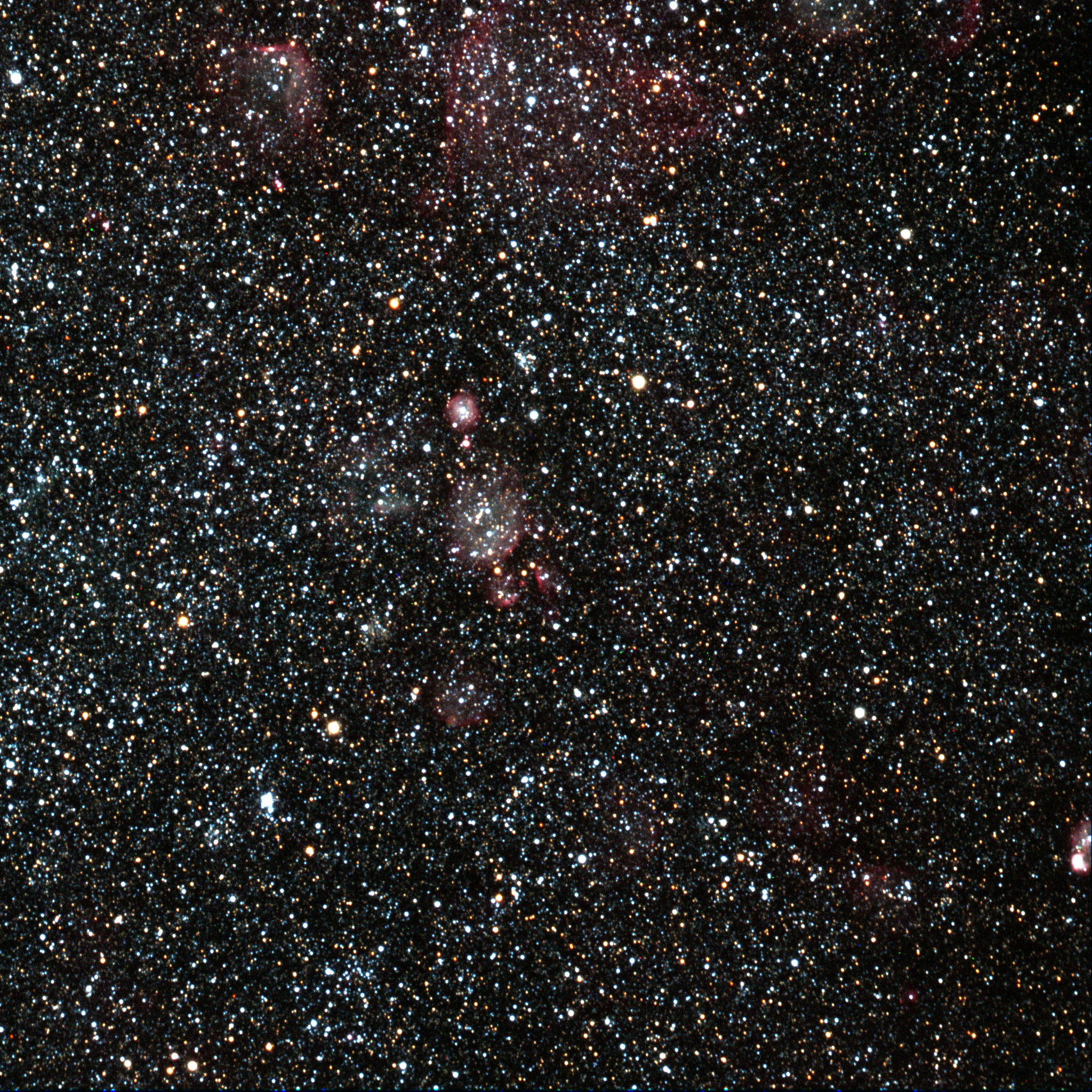
NGC 267 visto dall'Osservatorio di Cerro Tololo.

NGC 267 è situato all'incirca alla stessa distanza dalla Terra della Piccola Nube di Magellano, vale a dire 199.000 anni luce.

## Scoperta
L'ammasso NGC 267 è stato scoperto il 4 ottobre 1836 dall'astronomo britannico John Herschel.